# 7770 Siljan
7770 Siljan (1992 EQ8) là một tiểu hành tinh vành đai chính.